# Jane Kitchel
Pour les articles homonymes, voir Kitchel.
 (avril 2020).
Si vous disposez d'ouvrages ou d'articles de référence ou si vous connaissez des sites web de qualité traitant du thème abordé ici, merci de compléter l'article en donnant les références utiles à sa vérifiabilité et en les liant à la section « Notes et références ».
Martha Jane Beattie Kitchel (née le 23 août 1945 à  Saint-Johnsbury) est une femme politique américaine.

## Biographie
Née Jane Beattie, elle épouse Robert Guilford Kitchel.
Diplômé du Wilson College (en) en 1967, elle devient secrétaire du Vermont Agency of Human Services (en). Elle devient membre du Council of State Governments (en) en 1994.
Jane Kitchel est présidente du board du Fairbanks Museum and Planetarium (en).
Elle est membre du Northeastern Vermont Regional Corporation.
En 2004, elle est élue au Sénat du Vermont. Elle obtient sa réélection en 2006.